# Coelogyne fuerstenbergiana
Coelogyne fuerstenbergiana là một loài phong lan.